# Bad (U2)
"Bad" is een nummer van de Ierse rockband U2 uit 1985, afkomstig van het album The Unforgettable Fire. Hoewel het nummer nooit op single is uitgebracht, behoort het tot een van de bekendere nummers van de band, mede omdat het een van de nummers is die door de band het vaakst live gespeeld wordt.
De live-versie van het nummer is terug te vinden op de EP Wide Awake in America. De studioversie staat, behalve op The Unforgettable Fire, op de verzamelaar The Best of 1980-1990. 

## Live Aid
De band heeft het nummer ook gespeeld tijdens haar set op Live Aid op zaterdag 13 juli 1985. Hier speelde ze een versie van 12 minuten van het nummer, waaronder samples van "Satellite of Love" en "Walk on the Wild Side" van Lou Reed en "Ruby Tuesday" en "Sympathy for the Devil" van The Rolling Stones te horen waren. Doordat deze uitvoering van Bad zo lang duurde, had U2 maar tijd voor één ander nummer, Sunday Bloody Sunday, tijdens het optreden en werd "Pride (In the Name of Love)" geschrapt.

## NPO Radio 2 Top 2000
| Nummer met noteringen in de NPO Radio 2 Top 2000 | '07 | '08  | '09 | '10 | '11 | '12 | '13 | '14 | '15 | '16 | '17 | '18 | '19 | '20 | '21 | '22 | '23 | '24 |
| ------------------------------------------------ | --- | ---- | --- | --- | --- | --- | --- | --- | --- | --- | --- | --- | --- | --- | --- | --- | --- | --- |
| Bad                                              | 365 | 1608 | 171 | 162 | 213 | 166 | 171 | 155 | 159 | 188 | 158 | 194 | 196 | 215 | 240 | 247 | 254 | 257 |

1. ↑  Een vetgedrukt getal geeft de hoogste notering aan.
2. ↑  2007 was het eerste jaar met een notering voor dit nummer.